# Asanada indica
Asanada indica – gatunek parecznika z rzędu skolopendrokształtnych i rodziny skolopendrowatych.
Gatunek ten został opisany w 1984 roku przez B. S. Jangi i C. M. S. Dassa.
Parecznik ten odznacza się m.in.: podłużnym rowkiem środkowym, biegnącym przez tylną połowę przeduda i całe udo odnóży końcowych (analnych) oraz krótkimi czułkami, które nie sięgają za pierwszy segment ciała.
Znany z Indii, w tym z Kerali.